# Matt Mostyn
Matthew R. Mostyn, detto Matt (Sydney, 10 settembre 1974), è un ex rugbista a 15 internazionale per l'Irlanda proveniente dall'Australia; tre quarti ala/estremo, militò prevalentemente in Europa per gran parte della sua carriera professionistica a parte una parentesi in patria nelle file dei Waratahs e rappresentò la Nazionale irlandese alla Coppa del Mondo di rugby 1999. Alla fine dell'attività rugbistica ha intrapreso la carriera dirigenziale in Australia.

## Biografia
Nativo di Sydney, in Australia, Mostyn vanta ascendenze irlandesi grazie al suo nonno materno, proveniente da Aughnacloy, nella contea di Tyrone (oggi in Irlanda del Nord).
Mostyn iniziò la sua carriera professionistica nelle file della selezione del Nuovo Galles del Sud e militò nel Super 12 1996 nelle file dei Waratahs, ma già dalla stagione successiva fu in Europa nei francesi Bègles.
Ancora privo di presenze internazionali, Mostyn optò per l'Irlanda per via delle sue ascendenze, ed esordì in Nazionale nel giugno 1999 a Brisbane proprio contro l'Australia; fu inoltre convocato alla successiva Coppa del Mondo di rugby 1999, nel quale disputò il resto delle sue 6 presenze internazionali complessive, con 15 punti totali.
Militò nel campionato gallese e in Celtic League per Newport e, nel 2003, passò al Connacht i cui colori difese fino al 2008, anno del suo ritiro dall'attività agonistica.
Tornato in Australia dopo la parentesi da giocatore, è divenuto dirigente di una società di progettazione e costruzione.